# Gonomyia tafiensis
Gonomyia tafiensis är en tvåvingeart som beskrevs av Alexander 1962. Gonomyia tafiensis ingår i släktet Gonomyia och familjen småharkrankar. Inga underarter finns listade i Catalogue of Life.